# Hlubočany
Hlubočany település Csehországban, Vyškovi járásban. Hlubočany Rostěnice-Zvonovice, Prusy-Boškůvky, Lysovice, Kučerov és Vyškov településekkel határos. Lakosainak száma 542 fő (2024. január 1.).

## Népesség
A település lakosságának változását az alábbi diagram mutatja:
| Lakosok száma | 573  | 632  | 746  | 646  | 558  | 476  | 492  | 487  | 518  | 542  |
|               | 1869 | 1890 | 1921 | 1950 | 1980 | 2001 | 2017 | 2019 | 2022 | 2024 |